# Motorweiterlaufschaltung
Die Motorweiterlaufschaltung ist eine elektrische Schaltung bei Kraftfahrzeugen, die es ermöglicht, den Zündschlüssel aus dem Zündschloss abzuziehen, ohne den Motor abzustellen. Diese wurde von Heinz Werner Kleine Natrop erfunden und am 25. Januar 1994 patentiert. 2006 wurde das Patent an die Firma Hänsch Warnsysteme GmbH in Herzlake verkauft.

## Funktion
In Kraftfahrzeugen des Rettungsdienstes und der Polizei sind oftmals zusätzliche elektrische Verbraucher eingebaut, wie etwa Sondersignalanlagen, Funkgeräte und Klimaanlage. Diese können einen hohen Stromverbrauch haben, der alleine von der Autobatterie nicht oder nur über eine unzureichend kurze Zeit gedeckt werden kann. In Situationen, in denen diese Verbraucher längere Zeit betrieben werden müssen und der Wagen auch nicht an das örtliche Stromnetz angeschlossen werden kann, ist das Weiterlaufenlassen des Motors zur zusätzlichen Stromerzeugung nötig. Bei normalen Zündmechanismen kann der Motor nur dann weiterlaufen, wenn der Schlüssel sich im Zündschloss befindet. Dies stellt eine erhöhte Diebstahlgefahr dar, wenn die elektrischen Verbraucher während der Abwesenheit des Fahrzeuglenkers betrieben werden müssen. Um dieses bei Abwesenheit gegebene Problem zu lösen, ermöglicht die Motorweiterlaufschaltung im ausgekuppelten Zustand (bei Automatikfahrzeugen „P“-Stellung des Wählhebels) und bei angezogener Feststellbremse ein Weiterlaufen des Motors auch bei abgezogenem Zündschlüssel und somit die gleichzeitige Verschließung des Fahrzeugs von außen. Bei manchen Einsatzfahrzeugen müssen zusätzlich Warnblinkanlage und/oder Blaulicht eingeschaltet sein, um die Motorweiterlaufschaltung einzuschalten.
Selbst wenn es einem Einbrecher gelingt, ins Wageninnere vorzudringen, so ist der Fahrtantritt trotz laufendem Motor nur mit einem im Zündschloss gedrehten Zündschlüssel möglich. Durch Betätigung des Kupplungs- oder Bremspedals oder Lösen der Feststellbremse ohne eingesteckten Zündschlüssel wird der Motor abgestellt.

## Belege
1. ↑  Patentschrift der Motorweiterlaufschaltung von Heinz Werner Kleine-Natrop vom 25. Januar 1994, Abbildung der Patentschrift
2. ↑  Ausstattung der Polizei (PDF; 38 kB) Landtag Rheinland-Pfalz, Kleine Anfrage vom 30. November 2007, Seite 3, Abschnitt Vorgegebene polizeiliche Zusatzausstattung